# Wallhausen (Bade-Wurtemberg)
Pour les articles homonymes, voir Wallhausen.
Wallhausen est une commune de Bade-Wurtemberg, dans l'arrondissement de Schwäbisch Hall, en Allemagne.